# 泉州大学
泉州大学（1958年8月1日—1959年6月28日）是泉州市的一所已不存在的大学。

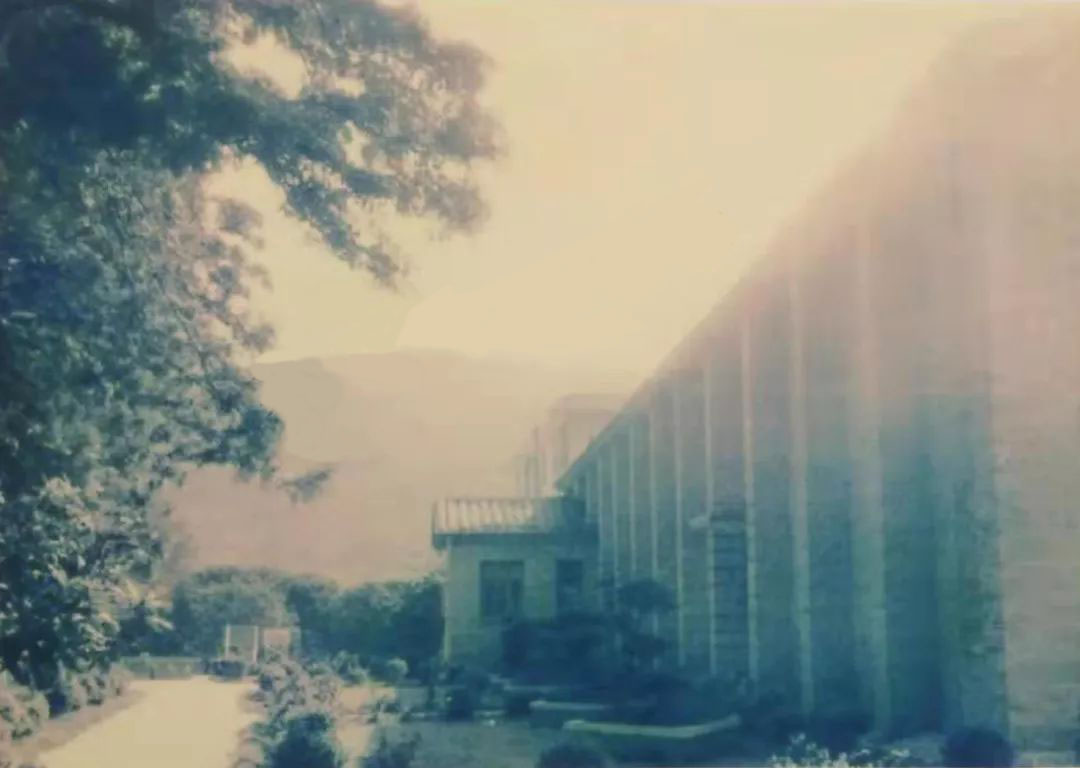
泉州大学师范学院校舍

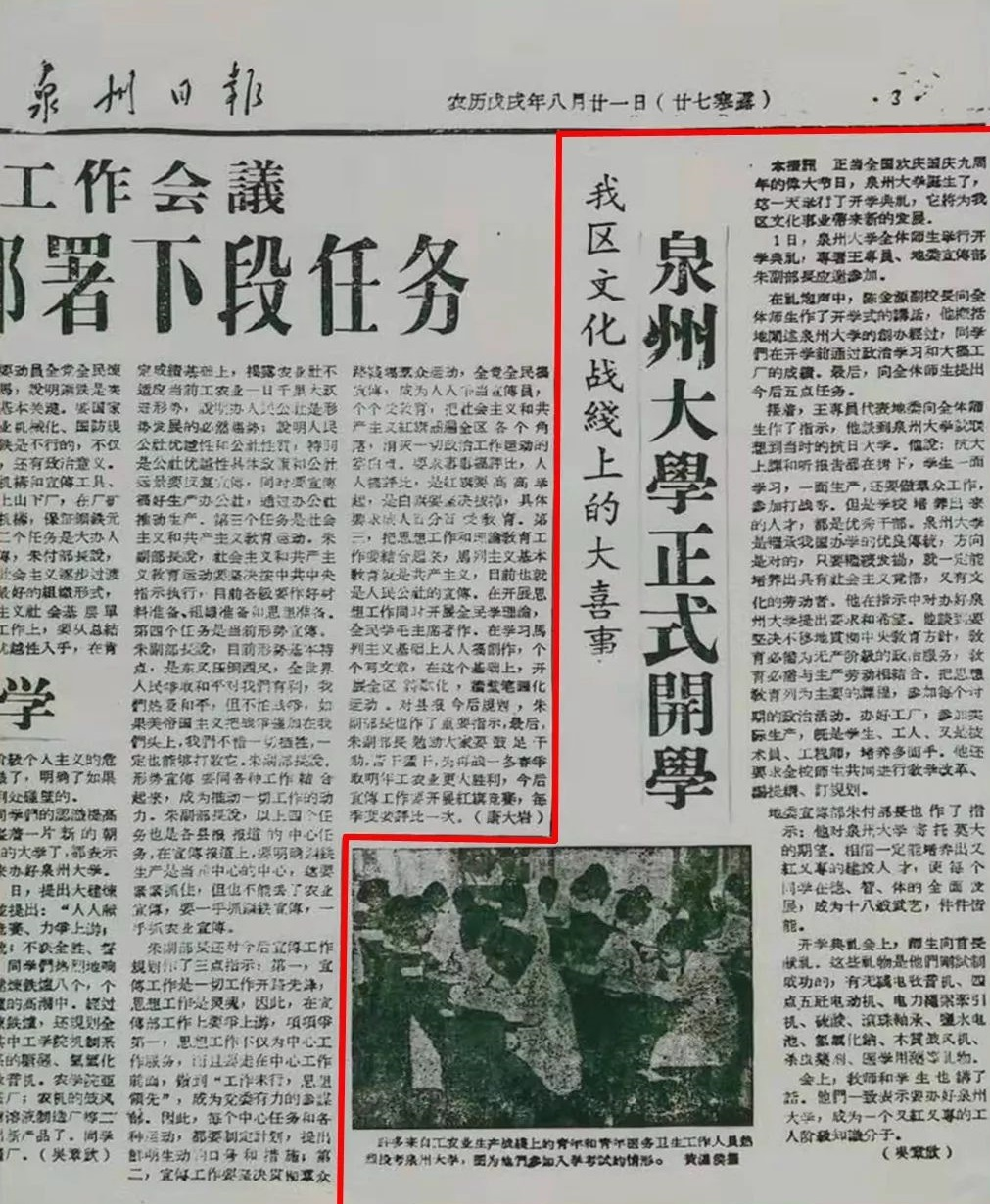
1958年10月3日，《泉州日报》对泉州大学正式开学的报道

泉州大学创办于1958年8月1日，校名由陈伯达题字，校长为张桂如，设有工学院、农学院、医学院和师范学院。10月1日，泉州大学举行开学典礼；3日，正式上课。1959年6月28日，泉州大学停办，医学院改为泉州医学专科学校，师范学院改为泉州师范专科学校，工学院、农学院撤消，学生分别转入福州大学、福建农学院、泉州师范专科学校继续学习。。